# Infedeltà (Giotto)
L'Infedeltà (Infidelitas) è un affresco (120x55 cm) di Giotto, databile al 1306 circa e facente parte del ciclo della Cappella degli Scrovegni a Padova. 

## Storia
Le serie delle Virtù (parete destra) e dei Vizi (parete sinistra) decorano la fascia inferiore delle pareti, situate in corrispondenza delle fasce ornamentali a sinistra e in posizione sfasata rispetto alle scene figurate a destra, per via della presenza delle finestre. Precise rispondenze collegano le scene opposte nelle pareti e in generale simboleggiano, per chi entra nella cappella, il percorso nella vita reale verso le beatitudine, aiutati dalle Virtù contro i pericoli dei vizi.
La critica ottocentesca (ripresa poi da Gnudi) relegò un po' superficialmente queste raffigurazioni a monocromo tra i lavori eseguiti dalla bottega, mentre la critica successiva (da Marangoni in poi, 1942) ha riconosciuto un contributo più sostanziale del maestro, arrivando a stabilire una quasi sicura autografia per le migliori del ciclo. In ogni caso si tratta di lavori di notevole qualità, come dimostra la fine cura del dettaglio. Salvini ne lodò l'immediatezza  e la riflessione psicologica che anima le figure e la loro scelta. 
Ogni raffigurazione ha il nome in latino in alto e in basso conteneva una dicitura esplicativa (sempre in latino), oggi quasi sempre illeggibile.

## Descrizione e stile
L'Infedeltà è da intendersi come opposto di Fede sul lato opposto e quindi come simbolo di idolatria. È una figura maschile indossante un elmo che regge un idolo con la destra, che lo tiene legato al collo tramite un cappio, simbolo della schiavitù che generano i falsi miti, impedendogli di guardarsi alle spalle dove spunta la Verità, simboleggiata da un profeta nell'angolo in alto a destra che sventola invano il suo cartiglio col messaggio divino. Le fiamme in basso a sinistra potrebbero alludere al futuro destino all'Inferno dell'idolatra. Più difficile è spiegare il significato del ramoscello tenuto in mano dall'idolo: forse è il mirto e quindi la statuetta rappresenterebbe Venere. 
La scelta di rappresentare figure a monocromo tra specchiature marmoree, come finti bassorilievi, ebbe una formidabile eco nell'arte, che si propagò ancora nel Rinascimento, dagli sportelli esterni dei polittici fiamminghi alle Stanze di Raffaello, dalla Camera della Badessa di Correggio alle finte statue della Galleria Farnese.